# Jenny Lawson
Jennifer Lawson (29 de diciembre de 1973) es una periodista, autora y bloguera estadounidense.

## Biografía
Lawson es originaria de Wall, Texas y se graduó de la Angelo State University.
Es autora del sitio web The Bloggess y anteriormente escribió el blog Ill Advised. Fue coautora de Good Mom/Bad Mom en el Houston Chronicle y columnista de la revista SexIs. Es conocida por su estilo de escritura irreverente. También solía escribir una columna de consejos llamada "Ask The Bloggess" para The Personal News Network (PNN.com) hasta que renunció porque dejaron de pagarle. 
Padece artritis reumatoide, depresión, ansiedad, trastorno de personalidad por evitación y trastorno obsesivo-compulsivo leve.
Fue reconocida por las calificaciones de Nielsen como una de las Top 50 Most Powerful Mom Bloggers (Las 50 madres blogueras más poderosas) y Forbes incluyó a thebloggess.com como uno de sus 100 mejores sitios web para mujeres. Fue finalista en los premios Weblog 2010 como Mejor Escritura y Escritor con Más Humor, y finalista en los premios Weblog 2011 como Mejor Escritura, Escritor con Más Humor y Weblog del Año. En 2011, The Huffington Post la nombró la "Persona más grande del día" por su trabajo en la recaudación de fondos para familias con dificultades en diciembre de 2010. También fue entrevistada en Connect with Mark Kelley de CBC News Network durante la campaña de recaudación de fondos.
Escribió una autobiografía llamada Let's Pretend This Never Happened, publicada el 17 de abril de 2012 por Amy Einhorn Books que el 6 de mayo de 2012 llegó al  número uno de los superventas del New York Times.
Su segundo libro, Furiously Happy (Furiosamente feliz), se lanzó el 22 de septiembre de 2015. Es una mirada humorística a la experiencia de Lawson con la depresión y el trastorno de ansiedad, y estuvo en el puesto número 3 de la lista de bestsellers del New York Times el 11 de octubre de 2015. Alcanzó el número uno en la lista de superventas del New York Times el 3 de julio de 2016.
El tercer libro de Lawson, YOU ARE HERE: An Owner's Manual For Dangerous Minds (USTED ESTÁ AQUÍ: Manual del propietario para mentes peligrosas), se publicó en marzo de 2017. Es un libro ilustrado para colorear con consejos para adultos, dibujado y escrito por Lawson, y debutó en el puesto número 2 de la lista de superventas del New York Times el 26 de marzo de 2017.
En agosto de 2020, Lawson anunció en su blog, The Bloggess, que publicaría sus próximas memorias, Broken (in the Best Possible Way), en 2021. El lanzamiento se realizó a comienzos de abril de 2021.

## Libros
- Let's Pretend This Never Happened (autobiografía, 2012)[22]
- Furiously Happy (2015)[23]
- YOU ARE HERE: An Owner's Manual For Dangerous Minds (2017)[24]
- Broken: In the Best Possible Way (2021)[25]